# Heiteres Musiktheater
Das Heitere Musiktheater war eine Sparte oder Gattung des Musiktheaters in der DDR.  Der Begriff wurde 1957 durch den staatseigenen Musikverlag Lied der Zeit geprägt.

## Entstehung
Von 1949 bis 1989 bemühten sich DDR-Kulturfunktionäre und Künstler um das Genre in besonderer Unterscheidung von der zunehmend durch das amerikanische Musical bestimmten Entwicklung in der Bundesrepublik und von den sozialistischen Aneignungen der anderen Warschauer-Pakt-Staaten. Ziele waren die Verbindung von Anspruch, Unterhaltung und die sozialistische Institutionalisierung eines davor überwiegend kommerziellen Genres. Anders als die Theoretiker betrachteten sich die Theaterschaffenden primär als Praktiker zuständig für eine Bühnenwirksamkeit mit Anspruch.
Im Verlauf der DDR-Geschichte durchliefen Operette und Musical Metamorphosen parallel zu anderen Gattungen in der DDR. Insgesamt gelangten über 200 DDR-eigene Werke zur Uraufführung (ohne Bearbeitungen und Übergangswerke zu Revue und Kabarett). Die sozialistische Operette der Nachkriegszeit, das sich vom Broadway-Vorbild emanzipierende DDR-Musical, kleine Formen wie das Musikalische Lustspiel, neuere Formen wie das Rockmusical (nach 1970) und von den Schauspielsparten entwickelte Jugendmusicals wurden unter dem Begriff „Heiteres Musiktheater“ zusammengefasst.

## Werke
Mit der Kritik am „kulturellen Erbe“ entstanden seit den 1950er-Jahren Stücke mit Gegenwartsbezug (z. B. Treffpunkt Herz von Herbert Kawan und Peter Bejach, 1951), deren Analyse das Zukunftspotential des Genres für die DDR steigern sollte. Nach 1955 trat die prägende Komponisten-Generation auf: Eberhard Schmidt (Bolero, Die Schweinehochzeit), Gerd Natschinski (Messeschlager Gisela, Mein Freund Bunbury u. v. a.), Guido Masanetz (In Frisco ist der Teufel los), Conny Odd (Alarm in Pont L’Evêque, Karambolage), Gerhard Kneifel (Bretter, die die Welt bedeuten), Harry Sander (Froufrou), Siegfried Schäfer (Verlieb dich nicht in eine Heilige), Thomas Bürkholz u. a. schufen Werke, die als Basis eines DDR-eigenen Repertoires geeignet galten. Die beiden genreprägenden Textdichter waren Helmut Bez und Jürgen Degenhardt. Theoretiker und Textautoren waren auch Klaus Eidam und Otto Schneidereit.
1951 wurde unter dem neuen Intendanten des Metropol-Theaters Berlin, Hans Pitra, die Operette Treffpunkt Herz des Komponisten Ernst Herbert Kawan uraufgeführt. Pitra sagte bei Amtsantritt in Berlin: „Nicht darauf kommt es mir an, die Tradition fortzusetzen, sondern neue Traditionen zu schaffen!“ Treffpunkt Herz war dabei eine erste Annäherung an ein sozialistisches Gegenwartsstück: es handelt von einem jungen sozialistischen Mann im Kampf gegen ein Spießerkollektiv an einem Provinzbahnhof. Es ging um „unkonventionelle Figuren“ und „lebensvolle Menschen unserer Zeit“, mit einer Handlung, die „unverwechselbar unseren neuentstandenen Verhältnissen entsprungen“ ist, so Otto Schneidereit.
Ein weiterer wichtiger Startschuss war 1952 Eberhard Schmidts Spanien-Operette Bolero, Textbuch von Otto Schneidereit. Schmidt war Spanienkämpfer gegen den Faschismus. Librettist Schneidereit lässt den darin Chor singen: „Unsere Arbeit, unsere Lieder, das allein ist unsere Welt“. Die DDR-Fachzeitschrift Musik und Gesellschaft schrieb: „Mit Bolero ist der ganze Plunder der alten Operette endgültig über den Haufen geworfen.“ Es würde der Weg gewiesen „für das künftige deutsche Operettenschaffen“.
Dabei entstanden Erfolgstitel wie Guido Masanetz‘ In Frisco ist der Teufel los (Erstaufführung der bearbeiteten Neufassung 1962 am Metropol-Theater Berlin), in welchem der US-amerikanische Kapitalismus und Rassismus am Beispiel von Hafenarbeitern in San Francisco geschildert wird; das Stück endet mit der Gründung einer Hafenarbeitergewerkschaft. Das Stück sei „zu einer der erfolgreichsten von den in der DDR entstandenen Operetten“ geworden, so Otto Schneidereit.
Auch Gerhard Kneifels Aphrodite und der sexische Krieg (uraufgeführt in der Musikalischen Komödie Leipzig 1986), eine Neubearbeitung der Lysistrata-Komödie, ist ein klares Anti-Kriegs-Stück, das Ideale der DDR-Friedensbewegung aufgreift. Im zweiten Lied der Lysistrate heißt es: „Sag‘ nicht ja, sag‘ nicht ja, wenn du nein sagen willst, sei nicht still, sei nicht still, wenn dein Herz schreien will, mach nicht mit, mach nicht mit, widerspricht dein Gefühl“. Und weiter im Bossa-Nova-Takt: „Männer nehmen sich die ganze Macht, Frauen sind benutzbar in der Nacht. Männer schwängern wen im Handumdrehn, Frauen dürfen nach der Suppe sehn. Männer werden krank, wenn sie nicht schrei’n, Frauen machen sich für Sieger fein. Männer kriegen Orden, geben Befehle, Frauen dürfen Sorgen, daß es Männern an nichts fehle. Tausend Jahre schon die gottgewollte Leier: Frauen sind die Sklaven, Männer die Befreier, Aussicht, daß sich’s ändern kann, nur dann, fängt man selber damit sofort an!“ (Liedtexte von Wolfgang Tilgner).
Viele neue Operetten der DDR griffen das Thema Theater auf, um zu zeigen, dass das Leben selbst ein einziges Theaterspiel ist, etwa Gerhard Kneifels Bretter, die die Welt bedeuten (nach Paul von Schönthans Raub der Sabinerinnen, Uraufführung im Metropol-Theater Berlin, 1970). Auch die neben Frisco vermutlich erfolgreichste DDR-Operette Mein Freund Bunbury von Gerd Natschinski (uraufgeführt am Metropol-Theater Berlin 1964) nach der Sozialkomödie The Importance of Being Earnest von Oscar Wilde handelt von Doppelleben und Ausbrechen aus einer öffentlichen Existenz, dem sogenannten „Bunburying“. Durch das Sujet London am Anfang des 20. Jahrhunderts und die Verwendung eines britischen Theaterklassikers ist Mein Freund Bunbury auch eine Aneignung des US-Musicals My Fair Lady, nach der Vorlage von George Bernhard Shaws Pygmalion, ebenfalls im London der Jahrhundertwende spielend. Für US-Musicals fielen hohen West-Tantiemen an, die man in der DDR mit eigenen Ersatz- bzw. Alternativwerken zu umgehen suchte.
Neben den neugeschaffenen Stücken wurde versucht, die „spätbürgerliche Operette“ aus der vorsozialistischen Zeit möglichst zu vermeiden, ebenso Stücke, die aus der NS-Zeit stammten. Stattdessen wurde besonders das Œuvre Jacques Offenbachs als vermeintlichem Klassenvorkämpfer gepflegt und speziell Werke wie Die schöne Lurette (1880) aufgeführt, in dem einfache Pariser Wäscherinnen den Aufstand gegen den Adel wagen. Dieses international weitgehend unbeachtete Spätwerk Offenbachs erlebte in der DDR einen regelrechten Boom, der unter anderem 1960 zu einer DEFA-Verfilmung führte. Mit über drei Millionen Zuschauern zählt Die schöne Lurette zu den erfolgreichsten DEFA-Produktionen überhaupt. Im Rahmen der DDR-Offenbach-Pflege muss auch die legendäre Ritter Blaubart-Inszenierung von Walter Felsenstein an der Komischen Oper Berlin erwähnt werden, die 1973 verfilmt wurde.
Trotzdem folgte in den späten 70er- und 80er-Jahren eine Regression und Rezession des Genres. Ein wesentlicher Grund waren auch fehlende dramatische Anlässe in der sog. entwickelten sozialistischen Gesellschaft. Die steigende Aufführungszahl amerikanischer Musicals (z. B. Hello, Dolly!) und der bis dahin geächteten „spätbürgerlichen“ Operette (z. B. Die Blume von Hawaii) ließen das Projekt „Heiteres Musiktheater der DDR“ langsam verebben.

## Aufführungsstätten
Anders als in den West-Staaten, wo Operetten- und Musical-Aufführungen häufig an Gastspieltheatern (z. B. Tourneeproduktionen im Theater des Westens Berlin und Deutschen Theater München) stattfanden, vollzog sich die Entwicklung in der DDR an den Stadt-, Kreis- und Staatstheatern in den Musik-Sparten. Operette und Musical unterstanden dem Theaterverband, nicht dem für Unterhaltungskunst.
Die Bedeutung des Genres für die DDR lässt sich am Bestand von drei großen Repertoire-Theatern ausschließlich für Operette und Musical (Metropoltheater Berlin, Staatsoperette Dresden, Musikalische Komödie Leipzig) mit dem offiziellen Auftrag zur Pflege des Neuen Schaffens ermessen, während vergleichbare Häuser im Westen (z. B. Volksoper Wien, Gärtnerplatztheater München) seit etwa 1965 zu zweiten urbanen Opernhäusern wurden.
In einem besonderen Umfang widmeten sich das Theater Erfurt, das Theater des Friedens Halle, das Elbe-Elster-Theater Wittenberg und das Volkstheater Rostock Uraufführungen des Heiteren DDR-Musiktheaters.

## Historische Bedeutung
Der Sonderweg des „Heiteren Musiktheaters der DDR“ zwischen den folkloristischen Tendenzen der slawischen Staaten und dem durch die USA beeinflussten BRD-Schaffen beinhaltete die subversiven Bemühungen der Macher um Sonderlösungen und Informationen jenseits der politischen Richtlinien des Sozialistischen Realismus. Das Scheitern dieses Anspruches in der Reibung von staatlicher Einflussnahme, Domestizierung durch stabile Betriebsformen, kreativem Aufbruch und kontrollierter Wirkung ist in der internationalen Geschichte von Operette und Musical ein einmaliger Fall.

## Rezeption
Die in der DDR geschaffenen neuen Operetten wurden im Westteil der Republik vollständig ignoriert. Nach 1989 verschwanden sie weitestgehend von den nunmehr gesamtdeutschen Spielplänen. In Publikationen wie Volker Klotz‘ Operette: Porträt und Handbuch einer unerhörten Kunst werden sie selbst in der überarbeiteten und aktualisierten Neuausgabe von 2016 mit keinem Wort erwähnt, als hätte es vier Jahrzehnte Musiktheatergeschichte im Ostteil Deutschlands nie gegeben. Auch in neueren Werken wie The Cambridge Companion to Operetta, herausgegeben von Anastasia Belina und Derek B. Scott, bleibt im Kapitel über Operette in Deutschland die Entwicklung in der DDR nach 1949 vollständig unerwähnt.
Einzelne Versuche einer Wiederentdeckung des DDR-Operettenrepertoires waren 1997 die Produktion von Messeschlager Gisela an der Neuköllner Oper (Inszenierung: Peter Lund). Die Oper Chemnitz folgte kurz darauf mit einer aufwändigen Produktion des Werks über Intrigen in der planwirtschaftlichen Haute Couture (uraufgeführt im Metropol-Theater Berlin 1960). Roland Dippel schreibt zu den Produktionen in den 1990er-Jahren: „Damit kündigte sich innerhalb der energisch kommerzialisierten Ostalgie-Welle zum Millennium auch eine Renaissance von Operetten und Musicals der DDR an. Zeitgeist und Publikumszuspruch schienen günstig für jene Musiktheater-Gattungen, um die sich Theoretiker und Praktiker in der DDR intensiv bemüht hatten. Ältere Besucher schwelgten in den Melodien des bekanntesten DDR-Musical-Komponisten und Erinnerungen, jüngere goutierten den frechen Ausflug in die Vergangenheit vor der großen Wende. Zeitgleich wagte das Theater Annaberg eine Neuproduktion von Natschinskis Servus Peter. Damit schien der Blick frei auch auf andere Werke als Mein Freund Bunbury.“ Doch die Renaissance blieb vorerst aus.
2012 gab es in der Ausstellung Welt der Operette im Theatermuseum Wien eine Unterabteilung zum „Heiteren Musiktheater“ und einen Katalogbeitrag zum Thema von Roland Dippel. Als die Ausstellung ins Theatermuseum München übernommen wurde, ließ die Direktorin des Museums den DDR-Teil durch einen Johannes-Heesters-Schwerpunkt ersetzen.
Einer der wenigen, der die DDR-Operettengeschichte bislang aufgearbeitet hat, auch in einer Reihe von Zeitungsartikeln für die Leipziger Volkszeitung, ist Roland Dippel. Seine Serie Operette und Musical in der DDR erschien in mehreren Teilen 2016, wurde aber überregional kaum beachtet.
2019 wurde das Thema DDR-Operette auf der Konferenz Gaiety, Glitz and Glamour — or Dispirited Historical Dregs? A Re-Evaluation of Operetta an der Universität Leeds präsentiert. Danach soll es an den musikwissenschaftliche Instituten der Universitäten Leipzig und Halle Forschungsprojekte geben, die sich der Aufarbeitung der DDR-Operettengeschichte widmen, beispielhaft etwa sei die Forschung von Katrin Stöck genannt.
Im Jahr 2020 widmete die Semperoper dem Heiteren Musiktheater ein Konzert in der Reihe Musikszene DDR. Es moderierte mit Operettenforscher Kevin Clarke auch Maria Mallé, ehemaliges Ensemblemitglied des Metropol-Theaters in Ost-Berlin. Clarke erinnerte daran, dass die Werke des Heiteren Musiktheaters ein Spiegel ihrer Zeit seien und damit auch Zeitzeugnisse von 40 Jahren nachkriegsdeutscher Geschichte. Man müsse die Werke nicht mögen, sollte sie aber auch nicht ignorieren, sondern sich vielmehr kritisch mit ihnen auseinandersetzen und sie in allgemeine Diskussionen um gesellschaftliche Umbrüche nach dem Zweiten Weltkrieg einbeziehen. Dazu zähle auch eine offene Erforschung der Beziehung der DDR-Operettenschaffenden zu den Politikeliten, etwa durchs Komponieren von Hymnen und Kantaten für Parteitage der SED oder die Annahme von staatlichen Auszeichnungen wie dem Kulturpreis. Dass die Werke der DDR-Operette durch die westdeutsche Musiktheaterforschung und internationale Operettenhistoriker bislang ignoriert werden, kommentierte Mallé mit: „Ignoranz ist eine besonders unangenehme Art von Arroganz.“

## Persönlichkeiten

### Komponisten (Auswahl)
- Jochen Allihn, Dieter Brand, Thomas Bürkholz, Herbert Kawan, Gerhard Kneifel, Guido Masanetz, Gerd Natschinski, Conny Odd, Harry Sander, Siegfried Schäfer, Eberhard Schmidt

### Textdichter (Auswahl)
- Peter Bejach, Helmut Bez, Jürgen Degenhardt, Maurycy Janowski, Jo Schulz

### Theoretiker (Auswahl)
- Arthur Maria Rabenalt, Otto Schneidereit, Klaus Eidam

### Regisseure (Auswahl)
- Erwin Leister, Walter Niklaus, Wolfgang Weit